# William Happer

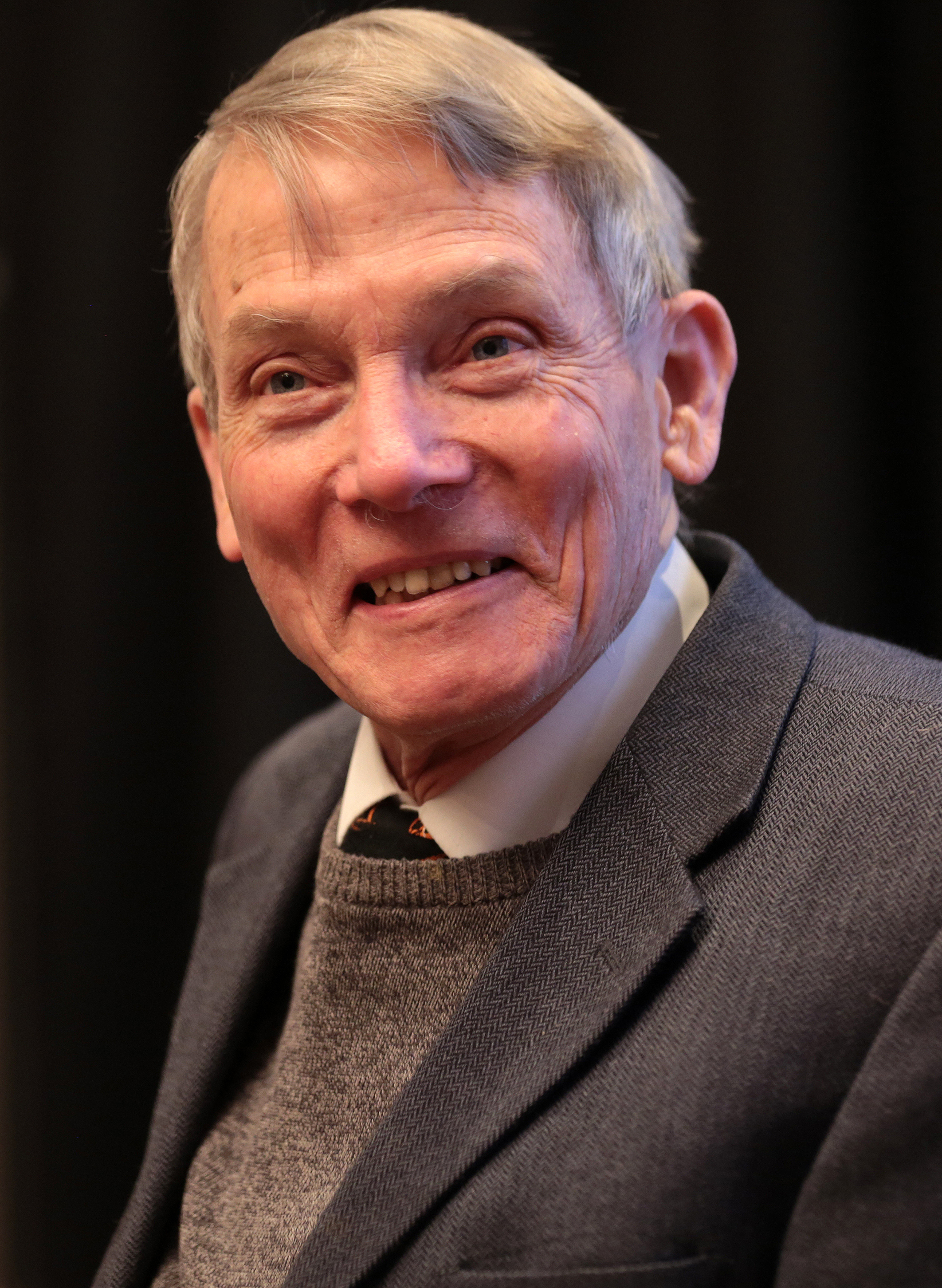
William Happer, 2018

William Happer (* 27. Juli 1939 in Vellore, Indien) ist ein US-amerikanischer Physiker in den Bereichen Atomphysik, Optik und Spektroskopie.  Er ist emeritierter Cyrus Fogg Brackett Professor für Physik an der Princeton University und war von September 2018 bis September 2019 Seniordirektor des Nationalen Sicherheitsrats im Kabinett Trump I.
Happer war für zahlreiche politische Beratungsgremien und Denkfabriken tätig. Er ist seit 1976 Mitglied der JASON Defense Advisory Group, einer Wissenschaftlergruppe, die die US-Regierung zu Fragen von Technik und nationaler Sicherheit berät, und war von 1987 bis 1990 ihr Vorsitzender. Dort trug er insbesondere zur Entwicklung der Adaptiven Optik bei. Im Rahmen der Regierung George H. W. Bush war Happer 1991–93 im Wissenschaftsbeirat des Department of Energy. In den Jahren 2002–2005 war er Mitglied im technischen Beratungskomitee des Ministeriums für Innere Sicherheit der Vereinigten Staaten.
Er bestreitet den menschengemachten Klimawandel und steht in Verbindung mit verschiedenen Klimawandelleugnerorganisationen. Unter anderem war er Direktor der Denkfabrik George Marshall Institute und bei deren Nachfolgeorganisation CO2 Coalition. Er ist Trustee der MITRE Corporation und auch bei der Richard Lounsbery Foundation tätig.

## Wirken
Happer ist als Sohn eines Ärzteehepaars in Indien geboren. Der Vater war Militärarzt schottischer Herkunft, die Mutter Ärztin und Missionarin der Lutheran Church of North Carolina. Im Zweiten Weltkrieg war die Familie im Umfeld des Manhattan-Projekts in Tennessee Oak Ridge, angesiedelt. Sein Onkel Karl Ziegler Morgan gilt als Mitbegründer der Strahlenmedizin, die Mutter Happers unterstützte ihn dabei. Nach dem Krieg und einer zeitweisen Rückkehr nach Indien und Schottland lebte die Familie in North Carolina.
Happer studierte an der University of North Carolina, wo er 1960 als BS abschloss. Seinen Doktor in Physik erhielt er 1964 an der Princeton University. Anschließend wechselte Happer von 1964 bis 1980 an die Columbia University, wo er das Strahlenlabor leitete. 1970 wurde er Fellow der American Physical Society. Seit 1980 lehrte er an der Princeton University. Während einer zweijährigen Unterbrechung von 1991 bis 1993 am United States Department of Energy verwaltete er ein Forschungsbudget von 3 Milliarden Dollar. Budgetiert wurden unter seiner Ägide unter anderem Hochenergie- und Nuklearphysik, Materialkunde, Kernfusionsforschung, Umweltwissenschaft, das Humangenomprojekt und andere Forschungsfelder. Mit der Rückkehr nach Princeton wurde er Vorsitzender des dortigen Forschungsrates. Als seine Forschungsinteressen nennt er optisches Pumpen und adaptive Optik. Die Physik von spin-polarisierten Atomen und Molekülen nutze er bei verschiedenen Anwendungen. Unter anderem erforschte er polarisiertes Helium-3 and Xenon für Magnetresonanzabbildungen in medizinischen Anwendungen. Die entsprechenden Oberflächeneffekte seien wenig erforscht.

### Klimawandelleugnung
Happer, laut eigener Aussage kein Klimatologe, bestreitet den menschengemachten Klimawandel. Er war Aufsichtsratsmitglied und vorsitzender Direktor im konservativen Think-Tank George C. Marshall Institute, das Anfang der 1990er Jahre bedeutenden Einfluss auf die Klima- und Energiepolitik der US-Regierung unter George H. W. Bush hatte, und war auch Gründungs- und Vorstandsmitglied von dessen Nachfolgeorganisation CO2 Coalition. Zudem ist er unter anderem im wissenschaftlichen Beirat der Global Warming Policy Foundation tätig.
Happer leitete 1991–1993 die Energieforschung im Energieministerium der Vereinigten Staaten unter der Regierung George H. W. Bush. Er unterzeichnete unter anderem die vom George C. Marshall Institute unterstützte, gegen das Kyoto-Protokoll gerichtete Oregon-Petition im Jahr 1999. 2014 sagte er in einem Interview, Kohlenstoffdioxid sei von Nutzen für die Erde, "die Dämonisierung von Kohlendioxid" sei hingegen "wie die Dämonisierung der Juden unter Hitler".
Im Vorfeld der UN-Klimakonferenz in Paris 2015 bot er Greenpeace-Aktivisten, die sich als Vertreter von Öl- und Gasunternehmen ausgaben, an, eine Arbeit über die Vorteile von höheren Kohlendioxidwerten in der Erdatmosphäre zu verfassen, um Zweifel an der Notwendigkeit von Klimaschutzmaßnahmen zu streuen. Per E-Mail erklärte er, diese Arbeit würde wohl kein Peer-Review bestehen. Zwar könne er die Arbeit bei einer wissenschaftlichen Fachzeitschrift einreichen, aber dadurch würde die Publikation verzögert. Zudem könne der Begutachtungsprozess dazu führen, dass er auf Verlangen der Reviewer so große Veränderungen vornehmen müsse, dass Kohlenstoffdioxid nicht mehr als vorteilhaft, sondern als schädlich erscheine. Dies sei nicht in seinem Interesse und wohl auch nicht im Interesse der Unternehmen. Stattdessen schlug er vor, die Arbeit einem speziell ausgewählten Kreis von Personen zuzusenden, die die Arbeit begutachten sollen. „Puristen“ würden dieses Vorgehen zwar nicht als Peer-Review ansehen, er denke aber, es sei in Ordnung, dies als Peer-Review zu bezeichnen.
2017 wurde er vom künftigen US-Präsidenten Donald Trump zu einer Unterredung geladen, die genaueren Inhalte wurden nicht bekannt gegeben. Happer galt als Spitzenkandidat für den Posten des obersten  Wissenschaftsberaters im Kabinett Trump I. In diesem Zusammenhang bezeichnete er die Klimaforschung in einem Interview als von kollektivem Wahnsinn aufgerührten weinerlichen Kult. Von der Regierung Trump wurde er Im September 2018 in das National Security Council berufen und damit beauftragt, um der regierungseigenen Klimaforschung zu widersprechen. In dieser Rolle wandte er sich 2019 an das Heartland Institute, um Unterstützung bei seiner Anfechtung der Ergebnisse der Klimaforschung zu erreichen. Dort verhinderte er unter anderem, dass ein Wissenschaftler des State Department (Außenministerium) eine schriftliche Aussage über die Gefahren des Klimawandels für die Nationale Sicherheit der USA machen konnte. Im September 2019 kündigte er seinen Rücktritt an, nachdem er es nicht geschafft hatte, das Weiße Haus davon zu überzeugen, ein als Angriff auf die Klimaforschung intendiertes "feindliches Review" des wissenschaftlichen Forschungsstandes beim Klimawandel durchführen zu lassen. Anschließend kehrte er zur CO2 Coalition zurück.
Im Dezember 2019 wurde bekannt, dass er dieses feindliche Review bereits mehr als ein Jahr vor seinem Amtsnominierung plante. Unter anderem legte er bereits 2017 in einer E-Mail einen mehrschichtigen Plan vor, mit dem er die Klimawissenschaft widerlegen wollte. Happer gab ebenfalls zu, dass das Weiße Haus ihn ursprünglich als Technologieberater engagieren wollte, er seine Zusage aber an die Bedingung knüpfte, dass er auch seine Klimaagenda durchsetzen dürfe. Trump persönlich habe seinen Plan begrüßt, allerdings sei er von "gehirngewaschenen" Beamten aufgegeben worden. Zudem empfahl er Trump bei seiner Wiederwahl die staatlichen Gelder für die Klimaforschung zusammenzustreichen.
Im Juni 2021 nominierte ihn die AfD als Experte für die Beratungen zur Novellierung des Bundes-Klimaschutzgesetz im deutschen Bundestag. Dort erklärte Happer, dass keinerlei Klimaschutz nötig sei, die Atmosphäre die meiste Zeit der letzten Jahrtausende viel zu wenig Kohlendioxid enthalten habe und der Ausstoß von Kohlendioxid gut für die Landwirtschaft sei und die Erde grüner mache.

## Veröffentlichungen (Auswahl)
- Thad G. Walker, William Happer: Spin-exchange optical pumping of noble-gas nuclei. In: Rev. Mod. Phys. 69, 1997, S. 629–642. doi:10.1103/RevModPhys.69.629
- W. Happer, G. J. MacDonald, C. E. Max, F. J. Dyson: Atmospheric-turbulence compensation by resonant optical backscattering from the sodium layer in the upper atmosphere. In: J. Opt. Soc. Am. A. 11, 1994, S. 263–276:  abstract
- William Happer: Optical Pumping. In: Review of Modern Physics. vol. 44, Issue 2, 1972, S. 169–249. doi:10.1103/RevModPhys.44.169

## Auszeichnungen
- 1976: Humboldt-Forschungspreis (Aufenthalt am Max-Planck-Institut für Quantenoptik)
- 1995: Fellow der American Academy of Arts and Sciences
- 1996: Fellow der National Academy of Sciences
- 1997: Fellow der American Physical Society
- 1967: Alfred P. Sloan Fellowship
- 1997: Herbert-P.-Broida-Preis[27]
- 1998: Mitglied der American Philosophical Society[28]
- 2000: Davisson-Germer-Preis[29]
- 2000 Thomas Alva Edison patent award